# Hämmerli Matchpistole
Die Hämmerli Matchpistolen (auch Scheibenpistole oder Freie Pistole) sind eine Reihe einschüssiger Kurzwaffen zunächst im Kaliber .22 Extra Long und später im Kaliber .22 lang für Büchse der Firma Hämmerli aus Lenzburg.

## Modelle
Matchpistole 33

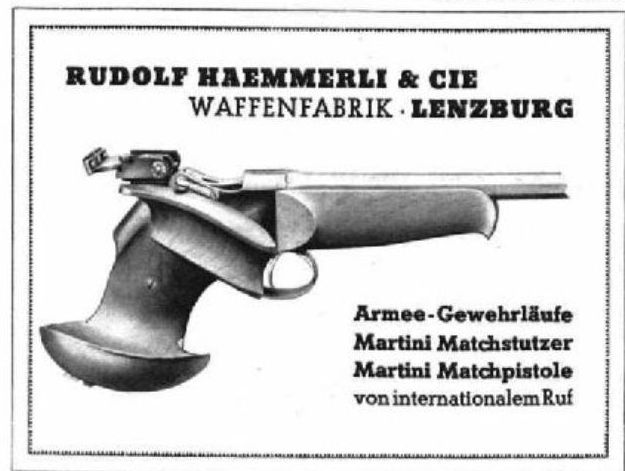
Hämmerli MP 33 in einer Werbeanzeige

Die Matchpistole 33 (MP 33) war das erste Modell einer Matchpistole der Firma Hämmerli. Die Produktion dieses Modells begann im Jahr 1933 oder 1934 und wurde ausschließlich in Handarbeit durchgeführt. Das Patronenlager wurde zunächst für die damals offizielle Patrone des Eidgenössischen Kleinkaliber-Schützenverbandes,.22 Extra Long, ausgelegt. Die Fertigung von Patronen im Kaliber .22 Extra Long wurde 1935 eingestellt. Läufe mit Patronenlager für das Kaliber .22lfB wurden zunächst nur für den Export hergestellt.
Modell 100 (USA: "Olympia Modell 52 Match")

Unter dem Namen "Modell 1951" wurde im Jahr 1951 das zweite Modell eingeführt. Die erste Seriennummer dieses Modells war die 1001. Auf der linken Seite des Verschlusskastens wurde ab diesem Modell der Schriftzug "HAEMMERLI Lenzburg Schweiz" eingraviert.
Modell 101/102/103

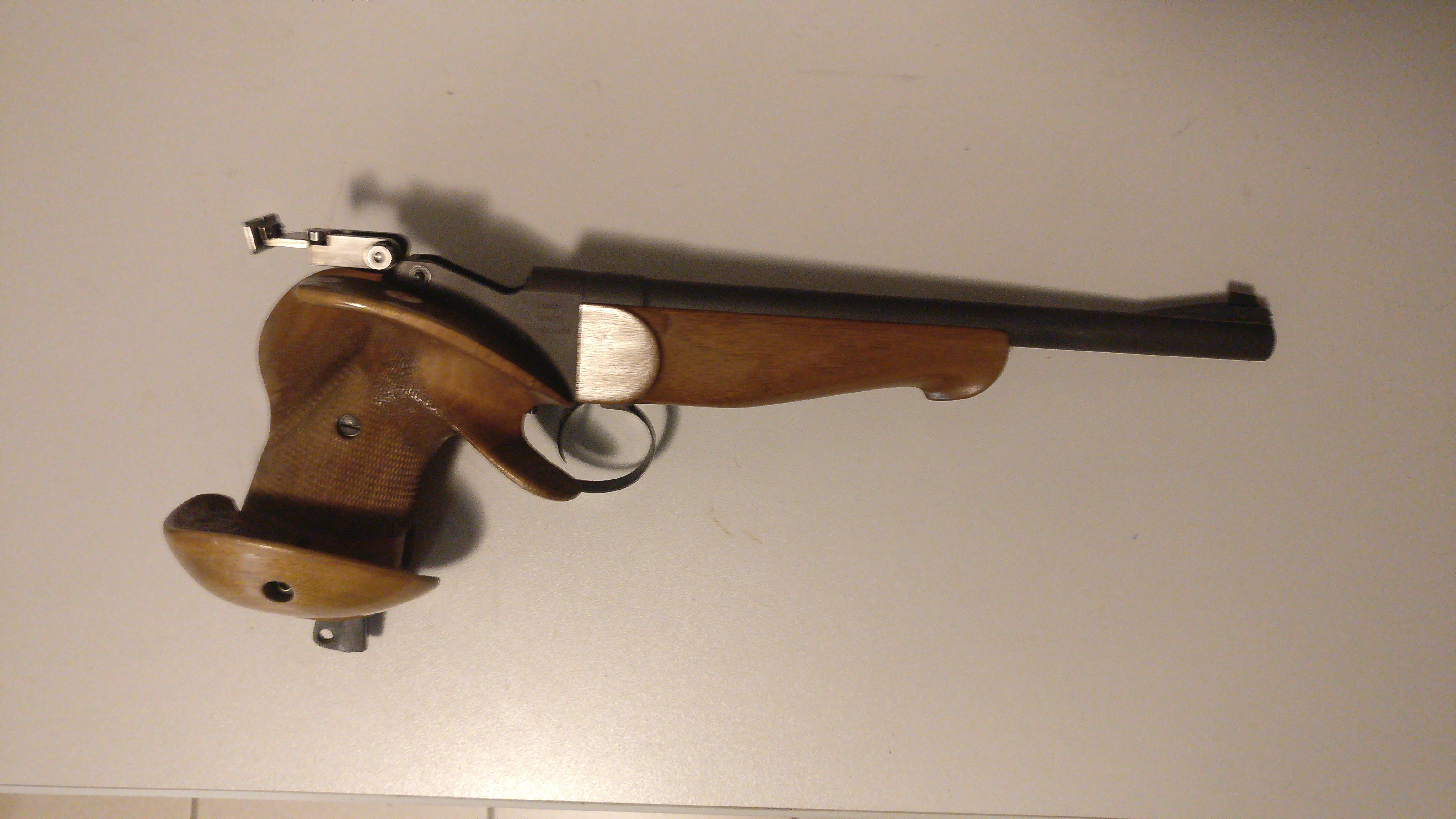
Hämmerli 101

Die Modelle unterschieden sich durch die Laufform sowie die Oberfläche der Stahlteile. Die Modelle 101 und 102 hatten einen Rundlauf und das Luxusmodell 103 einen Achtkantlauf. Das Modell 101 erhielt ein seidenmattes Finish, die Modelle 102 und 103 waren hochglanzpoliert. Auf der linken Seite des Verschlusskastens wurde die Gravierung auf "Hämmerli Switzerland" geändert.
Modell 104/105
Das erste Modell 104/105 wurde mit der Seriennummer 30.000 produziert.
Modell 106/107

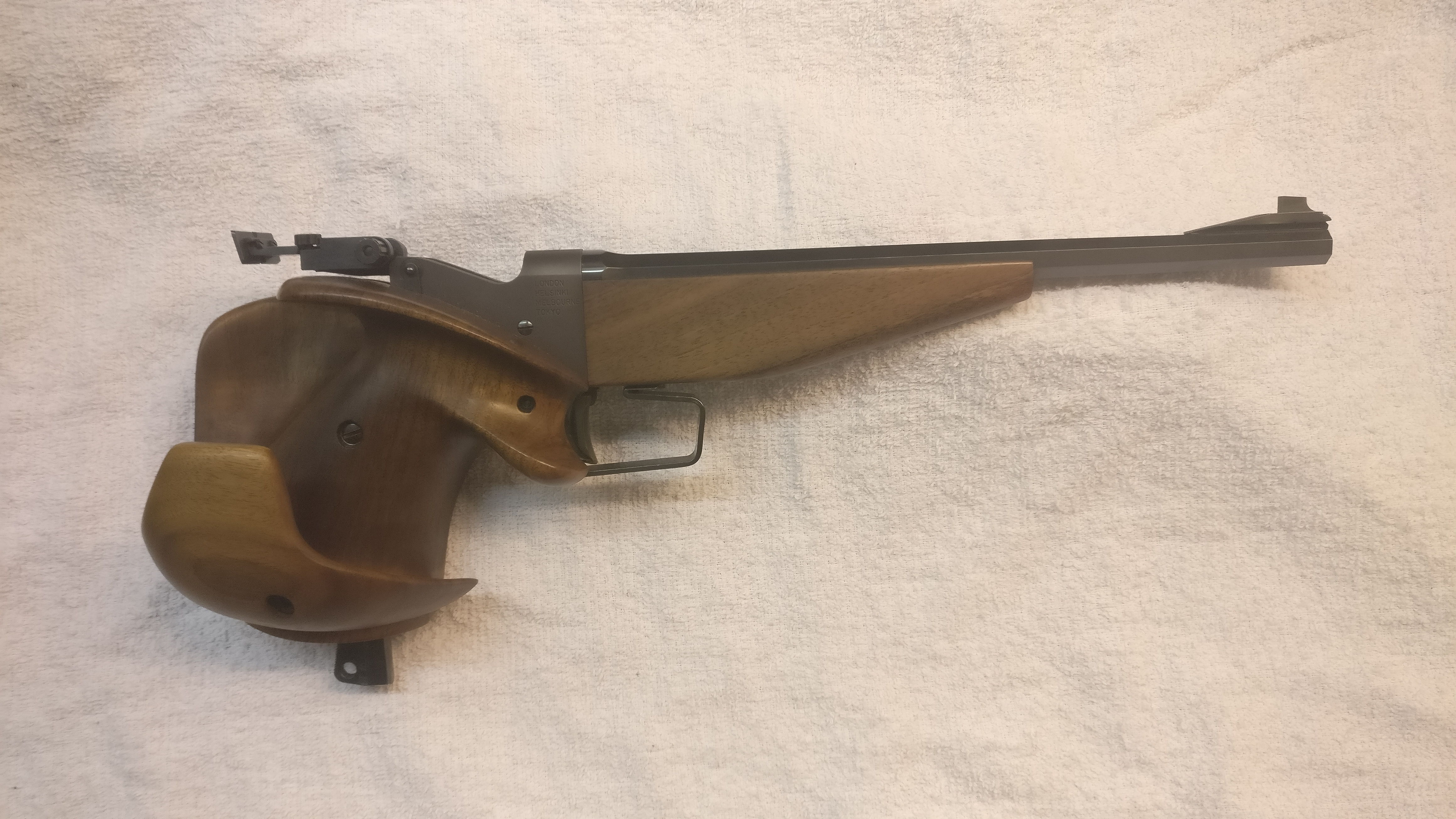
Hämmerli 107 mit Achtkantlauf

Die einzige Änderung, die die Modelle 106 und 107 mit den Modellen 104 und 105 unterscheidet ist der fünffacher Stechermechanismus, der eine härtere Feder sowie eine zusätzliche Verstellschraube, die eine Anpassung des Abzugsgewichtes zwischen 5 und 100 g erlaubte, erhielt. Die letzte Seriennummer dieses Modells war die 33.788.
Modell 150/151/152 Electronic
Mit dem Modell 150 wurde das klassische Aussehen der vorherigen Modelle verlassen. Der frei schwingende Holzschaft sollte dabei die Präzision verbessern.
Modell 160/162 Electronic
Mit dem Modell 160 wurde das Konzept des hölzernen Vorderschaftes vollständig verlassen.
Modell FP 10/FP 60
Modellreihe der 2020er-Jahre.
| Modell                 | Prod.- beginn | Kaliber                | Verschluss                    | Gewicht ({\displaystyle \mathrm {g} }) | Länge (mm) | Höhe (mm) | Breite (mm) | Lauf- länge (mm) | Visier- länge (mm) | Abzugs- art                           | Abzugs- gewicht ({\displaystyle \mathrm {g} }) | Züge | Drall (mm) | Laufform                |
| ---------------------- | ------------- | ---------------------- | ----------------------------- | -------------------------------------- | ---------- | --------- | ----------- | ---------------- | ------------------ | ------------------------------------- | ---------------------------------------------- | ---- | ---------- | ----------------------- |
| MP33                   | 1933          | .22 lfB .22 extra long | Martini Fallblock- verschluss | 1188                                   |            |           |             | 259              |                    | fünffacher Stecher dreifacher Stecher | 5–40 10–15                                     | 6 4  | 344 450    | Achtkant- lauf          |
| 100                    | 1950          | .22lfB                 | Martini Fallblock- verschluss |                                        |            |           |             |                  |                    | fünffacher Stecher                    | 5                                              | 4 6  |            | Achtkant- lauf          |
| 101/102/103            | 1956          | .22lfB                 | Martini Fallblock- verschluss | 1400                                   |            |           |             |                  |                    | fünffacher Stecher                    |                                                |      |            | Rundlauf Achtkant- lauf |
| 104/105                | 1962          | .22lfB                 | Martini Fallblock- verschluss | 1300                                   |            |           |             |                  |                    | fünffacher Stecher                    | 50                                             | 6    | 450        | Rundlauf Achtkant- lauf |
| 106/107                | 1965          | .22lfB                 | Martini Fallblock- verschluss | 1300                                   |            |           |             | 287              | 380                | fünffacher Stecher                    | 5–100                                          | 6    | 450        | Rundlauf Achtkant- lauf |
| 150/151/152 Electronic | 1972          | .22lfB                 | Martini Fallblock- verschluss | 1260                                   | 425        | 150       | 103         | 287              | 370                |                                       | 5–100                                          | 6    |            | Rundlauf                |
| 160/162 Electronic     |               | .22lfB                 |                               |                                        |            |           |             |                  |                    |                                       |                                                |      |            | Rundlauf                |
| FP 10 FP 60            |               | .22lfB                 |                               | 1090                                   | 455 475    |           |             | 290 322          | 430 412 377        |                                       | 15–100 100–500                                 |      |            | Rundlauf                |